# 美山町下平屋
美山町下平屋（みやまちょうしもひらや）は、京都府南丹市の地名。下平屋は旧美山町の大字。

## 地理
南丹市美山地区の中央部に位置している。大部分が山地で、低地を由良川が南西に流れ、京都府道19号園部平屋線がそれに並走している。

## 歴史
町村制施行前は地内全域が下平屋村であった。蓮如上人が京より北陸へ布教をする際、地内の街道を通り、村々を真言宗・日蓮宗等から改宗させたと記録されている。西乗寺は真言宗より改宗された。当村の庄屋末裔の屋敷には大塩平八郎の乱で、平八郎を幕府が手配した際に出した文書が残っている。江戸時代の大火で隣村の九鬼ヶ坂村が全滅し、その際に寺院の本尊を当村が、土地を上平屋村が譲り受けたという。平屋小学校（濟美）は当地の真宗本廟（東本願寺系・真宗大谷派）西乗寺の寺子屋が発祥で、江戸時代から続いている。公立化後の初代校長には西乗寺の住職が就任した。史跡としては小林家住宅が残されている。この小林家住宅は - 1816年（文化13年）に建築された、野々村三十三か村の大庄屋として使用された家であり、1975年（昭和50年）6月23日に国指定文化財として指定されている。

### 沿革
- 1889年（明治22年）4月1日 - 町村制施行に伴い北桑田郡下平屋村が深見村・長尾村・又林村・上平屋村・安掛村・野添村・内久保村・荒倉村と合併し、平屋村が発足。旧下平屋村域は大字の下平屋となる。
- 1950年（昭和30年）4月1日 - 平屋村が宮島村・大野村・知井村・鶴ヶ岡村と合併し、美山町が発足。大字の下平屋は美山町に継承される。
- 2006年（平成18年）1月1日 - 美山町が園部町・八木町・日吉町が合併し、南丹市が発足。大字の下平屋は美山町下平屋となる。

## 世帯数と人口
2019年（令和元年）10月1日現在の世帯数と人口は以下の通りである。
|              | 世帯数 | 人口 |
| ------------ | ------ | ---- |
| 美山町下平屋 | 44世帯 | 91人 |

### 人口の変遷
国勢調査による人口の推移。
| 2010年（平成22年） | 119人 | [ 7 ] |  |
| 2015年（平成27年） | 104人 | [ 8 ] |  |

### 世帯数の変遷
国勢調査による世帯数の推移。
| 2010年（平成22年） | 49世帯 | [ 7 ] |  |
| 2015年（平成27年） | 49世帯 | [ 8 ] |  |

## 交通

### 道路
地内の道路は、主要道路である京都府道19号園部平屋線と市道のみで、国道や高速道路は通っていない。

## 施設
- 西乗寺 - 木造阿弥陀如来および両脇侍坐像は、1927年（昭和2年）7月21日に国指定文化財として指定されている[6]。

## その他

### 日本郵便
- 郵便番号 : 601-0732[3]（集配局：美山郵便局[9]）。